# Unión para la Apertura Universitaria
La Unión Para la Apertura Universitaria (UPAU) es una agrupación política universitaria argentina, de orientación liberal, que nació en la Universidad de Buenos Aires a comienzos de 1983, cuando se presentó por primera vez a elecciones en el Centro de Estudiantes de Derecho de dicha universidad. UPAU ejerció la Secretaría General de la Federación Universitaria de Buenos Aires en 1987, presidió diversos centros de estudiantes y contó con representantes en los organismos de cogobierno de varias universidades nacionales argentinas, así como en la Federación Universitaria Argentina.
Al reivindicar con orgullo la identidad de derecha, el capitalismo estadounidense, el anticomunismo y al empresariado privado, se sostenía una ideología ofensiva, con el consiguiente desprecio de los “tibios”, que discutía un sistema de ideas instalado en amplios sectores de la sociedad. 

## Historia
La agrupación se conformó a principios de 1983 como consecuencia de la unión entre la FUD (Fuerza Universitaria Democrática), expresión universitaria del Partido Demócrata de la Capital Federal) y la JUFE (Juventud Universitaria Federal, expresión universitaria del Partido Federal), agrupaciones que se venían desempeñando desde 1982 en la Comisión Reorganizadora del Centro de Estudiantes de Derecho de la Universidad de Buenos Aires. Al poco tiempo se sumaron a la nueva agrupación sectores juveniles del Partido Federalista de Centro y del Partido Demócrata Progresista. A partir de 1986, la mayoría de sus dirigentes se afilió a la Unión del Centro Democrático.
UPAU fue gran rival desde su creación a las agrupaciones independientes, muchas veces consideradas también como de derechas (tales como Iustum en la Facultad de Derecho, Quantum en la Facultad de Ingeniería, Sinapsis en la Facultad de Medicina o Nexo-Revalúo en la Facultad de Ciencias Económicas). En lugar del programa apolítico y apartidario de estas agrupaciones, UPAU adoptaba un discurso ideológico abiertamente comprometido con las posiciones de la derecha política.
Pero su principal rival en casi todos los ámbitos fue la agrupación reformista Franja Morada, expresión universitaria de la Unión Cívica Radical.
Tuvo su primera participación electoral en los comicios celebrados en julio de 1983 para normalizar el Centro de Estudiantes de Derecho de la Universidad de Buenos Aires.
El 20 de noviembre de 2020, Carlos Maslatón anunció el relanzamiento político de la agrupación universitaria con motivos de la renovación de los centros de estudiantes.

## Logros
El primer triunfo logrado por la agrupación fue en Mendoza 1985, en las elecciones del Centro de Estudiantes de la Facultad de Ciencias Económicas de la Universidad Nacional de Cuyo (Provincia de Mendoza, Argentina). En junio de ese mismo año se impuso en un plebiscito llevado a cabo en la Facultad de Derecho y Ciencias Sociales de la UBA para impedir la modificación del plan de estudios propuesta por el decano interventor. La reforma se llevó a cabo pese al resultado de la consulta.
En 1986 se produjo una fractura en UPAU: emigró orgánicamente la JUFE, que respondía al Partido Federal que integraba la Convergencia Programática, una alianza con el gobierno radical de Raúl Alfonsín. A causa de esta escisión UPAU, por escaso margen, no pudo conquistar la presidencia de su primer bastión, el Centro de Estudiantes de Derecho. Recién lo logró al año siguiente.
En 1987, UPAU consiguió unos 33.000 votos en toda la UBA, la misma cantidad de votos que Franja Morada. Ese año UPAU ganó los centros de estudiantes de Derecho, Ingeniería, Arquitectura y Veterinaria.[cita requerida] A fin de ese año la agrupación obtuvo la Secretaría General de la Federación Universitaria de Buenos Aires y logró un consejero superior ante el rectorado de la UBA.
Durante la segunda mitad de los años 80, UPAU participó de coaliciones que designaron autoridades universitarias (consejeros estudiantiles, secretarios y decanos).
El retiro de los dirigentes que iban graduándose y por lo tanto alejándose de la política estudiantil, la adhesión de muchos de ellos a la política del presidente Carlos Menem, con poco apoyo en el ámbito universitario, la difícil tarea de la derecha en la juventud estudiantil ya que esa franja estaría se aleja de las ideologías conservadoras, el cambio de Franja Morada a un discurso menos partidario y de contenido más gremial, y la virtual desaparición de la Unión del Centro Democrático han sido los factores con que frecuentemente se han explicado la menor gravitación que tuvo la agrupación en la política universitaria a partir de principios de la década de 1990.

## Ideología
La ideología de UPAU ha sido calificada como liberal, aunque solo en lo económico. El material producido por la agrupación remarcaba un compromiso con el sistema democrático, abogaba por la reducción del tamaño del aparato estatal mediante la privatización y desregulación, y la inserción de la Argentina en el mundo occidental y capitalista.

## Relaciones con la Unión del Centro Democrático y el Partido Demócrata
El comienzo de las actividades de UPAU es anterior al surgimiento del partido político Unión del Centro Democrático (UCeDé), y hasta 1986 la mayor parte de los dirigentes de la agrupación universitaria estaba afiliada al Partido Demócrata de la Capital Federal, una agrupación que reivindica expresamente las ideas conservadoras, continuadora local del antiguo Partido Demócrata Nacional y vinculado con el Partido Demócrata de Mendoza. No obstante, desde la afiliación de muchos dirigentes de UPAU a la UCEDE, en 1986, y a medida que dicho partido político se fue destacando entre las formaciones liberal conservadoras o centroderechistas, se hizo corriente la asociación entre UPAU y la UCEDE. 
Sin embargo, nunca existió entre ambas entidades una relación formal y orgánica, como la existente entre Franja Morada y la Unión Cívica Radical. Por otra parte, el ingreso de un sector estudiantil organizado fue visto en los sectores oficialistas de la UCEDE con una hostilidad que se acrecentó en las internas partidarias de 1987, celebradas bajo el sistema uninominal en las cuales el precandidato proveniente de UPAU, Carlos Maslatón, logró obtener una candidatura a concejal a pesar de haber sido propuesto por un sector opositor. En dicha compulsa interna, el oficialismo del partido se había alzado con los primeros puestos de todas las categorías (diputados nacionales, concejales de la Ciudad de Buenos Aires, consejeros vecinales de la misma ciudad), con la sola excepción del precandidato upaista, que obtuvo la tercera candidatura a concejal y fue finalmente electo edil metropolitano. En 1988 el oficialismo interno de la UCEDE logró la reforma de la carta orgánica del partido para derogar el sistema electoral uninominal. El mismo año, el sector opositor interno liderado por Adelina Dalesio de Viola y el oficialismo del partido, liderado por María Julia Alsogaray, formaron la "Lista Unidad" con el objeto de impedir el avance de la organización estudiantil y de otros sectores juveniles "rebeldes". Desde entonces se sucedieron en la UCEDE capitalina varios años sin elecciones internas, hasta el cese casi total de las actividades del partido, el cual sin embargo mantiene su personería jurídica en varios distritos.
El fin de la democracia partidaria interna causó el éxodo de los dirigentes de UPAU, que en algunos casos volvieron a afiliarse al Partido Demócrata y en otros se dirigieron hacia otros partidos, incluyendo el justicialismo.